# ツェティニェ

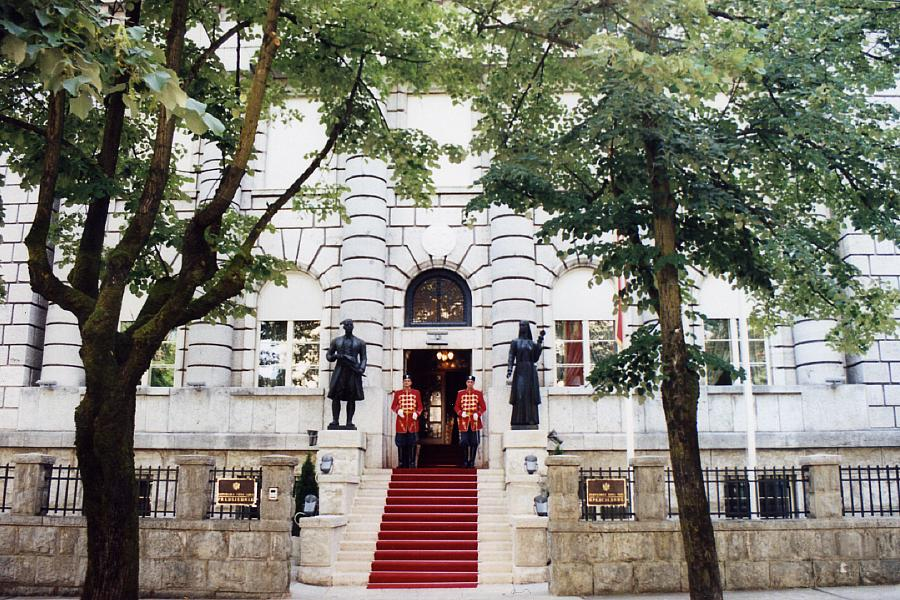
大統領宮殿

ツェティニェ（モンテネグロ語: Cetinje / Цетиње）は、モンテネグロの都市および基礎自治体。イタリア語の名はチェッティーニェ（Cettigne）トルコ語の名はチェティネ（トルコ語: Çetine）。モンテネグロの歴史的な首都であり、かつては憲法上の首都でもあった（1992年から2007年まで、ただし行政の中心はポドゴリツァにあった）。基礎自治体の人口は16,657人、都市部の人口は13,918人（2011年）。

## 地理
ツェティニェはモンテネグロの南の沿岸部の一角を占める基礎自治体であり、自治体全体での人口は、2003年で1万8千人程度。街は石灰岩の山に囲まれたカルストの内側に置かれている。街を取り囲む山のうちの一つはロヴチェン山（Mt. Lovćen）であり、「黒い山」とよばれる同国の国名の由来となっている。
ツェティニェは15世紀に建設されて以来の、多くの歴史的遺産が残っている。街はモンテネグロの歴史的首都として同国文化の中心であり、またセルビア文化、正教会にも大きな影響を与えてきた。それは、オスマン帝国によってバルカン半島の大半が支配されている時代でもモンテネグロが独立を保ち続けていたことと大きく関係している。

## 歴史
ツェティニェの歴史は15世紀に始まっている。オスマン帝国の拡張に対する戦争のなかで、イヴァン・ツルノイェヴィッチ（Ivan Crnojević）は首都を次々移転しながら抵抗を続けた。そして1475年に、この山に囲まれたカルストに新首都をおき、同地に修道院や庁舎などを建てた。このときに同地は、そこを流れるツェティナ川（Cetina）にちなんでツェティニェと名づけられた。このような経緯から、ツェティニェは単に行政の中心であるのみならず、モンテネグロ国家の精神的よりどころともなっている。
19世紀に入るとオスマン帝国との朝貢関係を脱却し、完全な独立を勝ち取るための戦争が始まり、1878年のベルリン会議でモンテネグロの完全独立が承認されると、フランス、ロシア、イタリア、オーストリア＝ハンガリー帝国など多くの国々がツェティニェに大使館を設置した。
ニコラ1世（Prince Nikola I Petrović）の統治下でツェティニェは大きく発展を遂げ、宮殿、女学校、病院などが建設された。1910年に王制に移行するとさらに開発が進み、政府庁舎などが建設された。この年の統計調査によると、人口は5,895人を数え、その多くがセルビア人であった。
後にモンテネグロはセルビアに併合され、ユーゴスラビア王国の一部となる。第二次世界大戦後、ユーゴスラビア連邦人民共和国の構成国として再建されたモンテネグロでは、議会が、同国の首都をチトーグラード（現在のポドゴリツァ）に設置することを決定し、ツェティニェは首都としての地位を失った。

## 人口
ツェティニェは、基礎自治体ツェティニェ市の中心であり、同市内で唯一人口1,000人を超える町である。
ツェティニェ市の人口推移
- 1981年3月3日 - 14,088人
- 1991年3月3日 - 15,946人
- 2003年11月1日 - 18,482人

民族別人口（1991年）
- モンテネグロ人 - 93.03%
- セルビア人 - 2.62%

民族別人口（2003年）
- モンテネグロ人 - 16,758人（90.67%）
- セルビア人 - 853人（4.62%）
- ロマ - 129人（0.16%）
- クロアチア人 - 49人
- アルバニア人 - 43人
- ユーゴスラビア人 - 27人
- ボシュニャク人 - 22人
- マケドニア人 - 17人
- イタリア人 - 13人
- スロヴェニア人 - 13人
- その他

## 観光

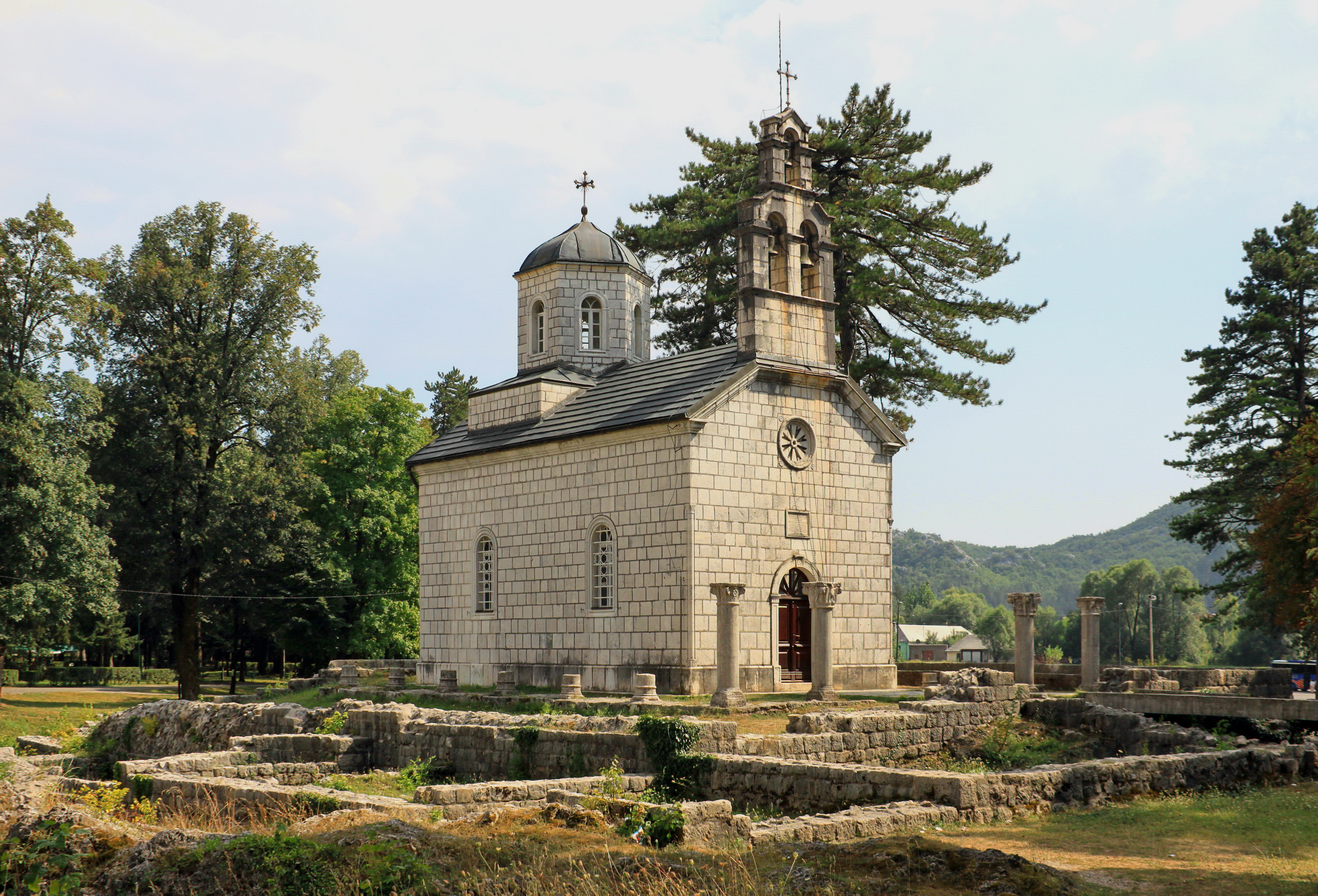
宮廷教会

戦後、長らくツェティニェは観光地としては忘れられてきた。しかし、ツェティニェはそのモンテネグロの歴史的、精神的中心地として歩んだ独特の歴史があり、ブドヴァやコトルといった沿岸部のリゾート地にはない魅力をもっている。ツェティニエ修道院やヴラシュカ教会（Vlaška church、1450年建立）、解放期の19世紀に建てられた庁舎、博物館、旧王立劇場、かつての美しい各国の大使館群などを見ることが出来る。
モンテネグロの独立に伴って再び多くの観光客が集まることが期待されている。クロアチアのドゥブロヴニクからツァヴタット、コトル、ブドヴァ、そしてツェティニェを訪れるようなツアーも組まれている。

## 文化

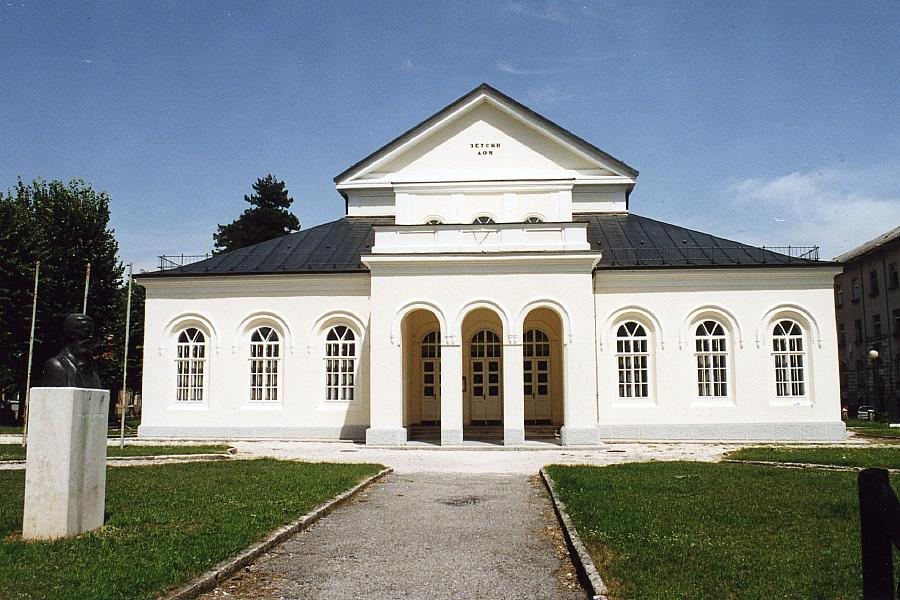
ゼツキ・ドム劇場

ツェティニェはモンテネグロ成立から5世紀にわたって、モンテネグロの文化の中心であった。ツェティニェにはジュルジェ・ツルノイェヴィッチ（Đurđe Crnojević）中央国立ライブラリー、モンテネグロ国立博物館、国立書庫、モンテネグロ国立文化遺産保護協会、ゼツキ・ドム（Zetski Dom）モンテネグロ王立劇場がある。これらはいずれも開放されている。最も重要で古い施設は、ツェティニェ修道院であろう。

### 印刷所
ツェティニェは古くから印刷・出版の歴史があり、ツルノイェヴィッチ印刷所、 1492年-1496年）はモンテネグロ、セルビア両国の歴史・文化にとって重要なものが含まれる。たとえば、この印刷所はキリル文字によるタイプライターを広めたことなどがあげられる。他にも、このモンテネグロの印刷文化を受けついた歴史的な印刷所として、1833年に開業したニェゴシュ（Njegoš）印刷所、1858年に開業した国家印刷所などがある。国家印刷所は後にオボド（Obod）と改称された。
モンテネグロ初の文学・科学年鑑誌グルリツァ（Grlica）は1835年に、モンテネグロ初の新聞は1871年に、ツェティニェの印刷所で出版された。

### 博物館

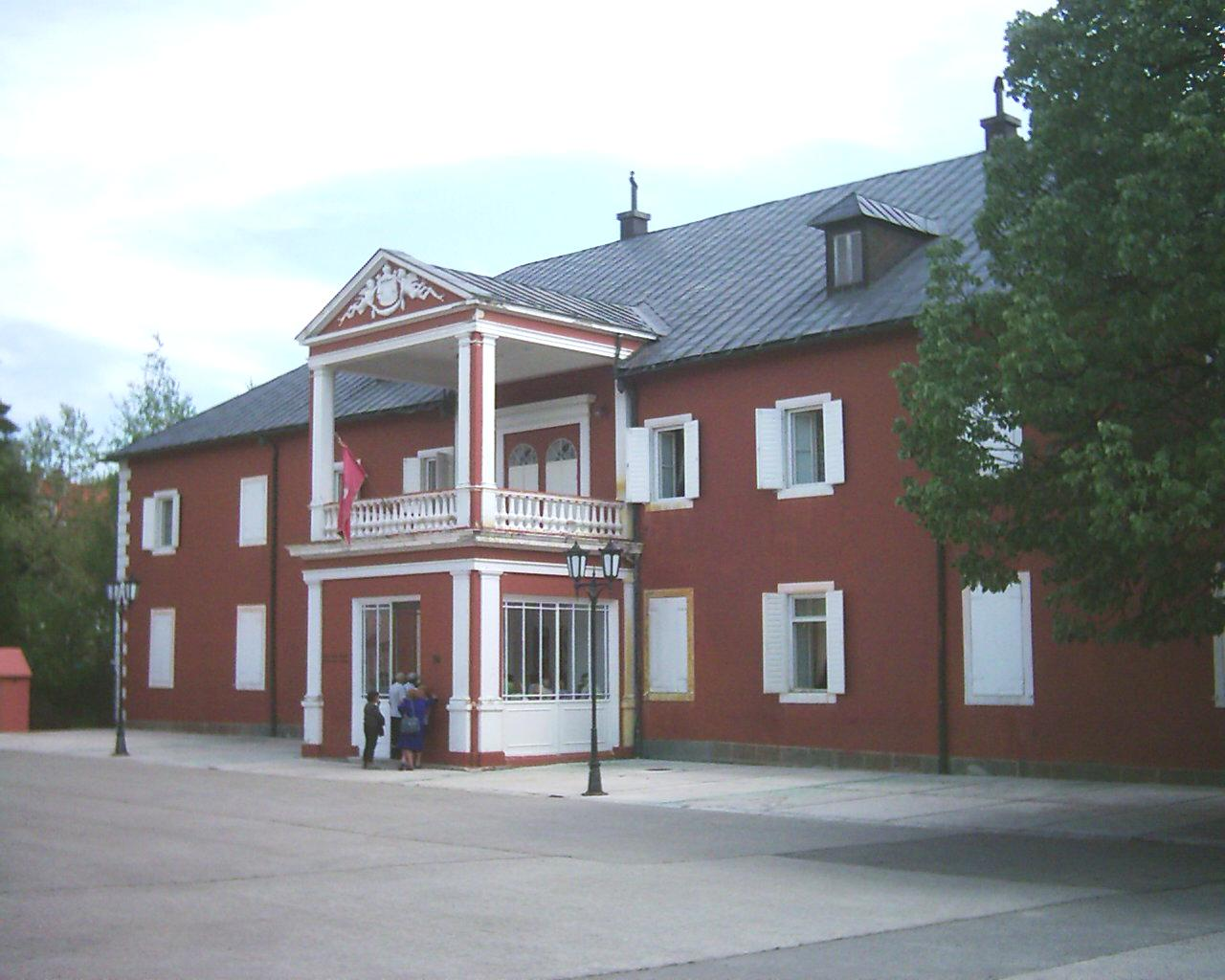
モンテネグロ国立博物館
（旧ニコラ1世宮殿）

モンテネグロの歴史的中心地であったツェティニェには多くの博物館がある。下記の博物館のうち、ツェティニェ修道院博物館と電気産業博物館を除いて、他はすべてモンテネグロ国立博物館によって管理されている。
- ツェティニエ修道院博物館（Museum of the Cetinje Monastery）
- 国家博物館（State Museum）
- ペータル・ペトロヴィッチ・ニェゴシュ博物館（Petar Petrovic Njegoš Museum）
- 民族誌学博物館（Ethnographic Museum）
- 電気産業博物館（Electric Industry Museum）
- 歴史博物館（History Museum）
- 美術博物館（Art Museum）

## 交通
ツェティニェはブドヴァ、ポドゴリツァの両市からともにおよそ30キロメートル離れており、両市とは2車線の道路でつながっている。また、コトルとを結ぶ道は質はよくないものの、歴史的な街道であり、コトル湾のすばらしい景色をみることができる。ティヴァト空港からは50キロメートルであり、ベオグラード、チューリヒ便をはじめ、夏季のリゾート・シーズンには多くの航空機が出入りする。ポドゴリツァ空港へは55キロメートルあり、欧州各地と結ばれている。

## 出身人物
- ザルコ・マルコビッチ - ハンドボール選手、カタール代表